# Pszczonki
Pszczonki [ˈpʂt͡ʂɔnki] (deutsch Schonke, auch Bezunka oder Pzonke) ist ein Ort der Gmina Byczyna in der Woiwodschaft Opole in Polen.

## Geographie

### Geographische Lage
Pszczonki liegt im nordwestlichen Teil Oberschlesiens im Kreuzburger Land. Das Dorf Pszczonki liegt rund neun Kilometer südöstlich vom Gemeindesitz Byczyna, rund 13 Kilometer nordöstlich der Kreisstadt Kluczbork und etwa 59 Kilometer nordöstlich der Woiwodschaftshauptstadt Opole (Oppeln).

### Nachbarorte
Nachbarorte von Pszczonki sind im Norden Gosław, im Süden Maciejów (Matzdorf), im Südwesten Łowkowice (Lowkowitz) und im Nordwesten Dobiercice (Wilmsdorf).

## Geschichte
Schonke bildete zunächst ein Vorwerk des Gutes Matzdorf, bevor es ein eigenes Rittergut wurde. Im 18. Jahrhundert war Schonke im Besitz von Karol Henrik Joachim von Frankenberg.
1925 wird das Schloss Schonke für Helmut Lipinsky errichtet. Desser Vater erwarb zu Beginn des 20. Jahrhunderts das Gut. Bis 1945 gehörte der Ort zum Landkreis Kreuzburg O.S.
Als Folge des Zweiten Weltkriegs fiel Schonke 1945 wie der größte Teil Schlesiens unter polnische Verwaltung. Nachfolgend wurde der Ort in Pszczonki umbenannt und der Woiwodschaft Schlesien angeschlossen. 1950 wurde es der Woiwodschaft Oppeln eingegliedert. 1999 kam der Ort zum neu gegründeten Powiat Kluczborski (Kreis Kreuzburg).

## Sehenswürdigkeiten

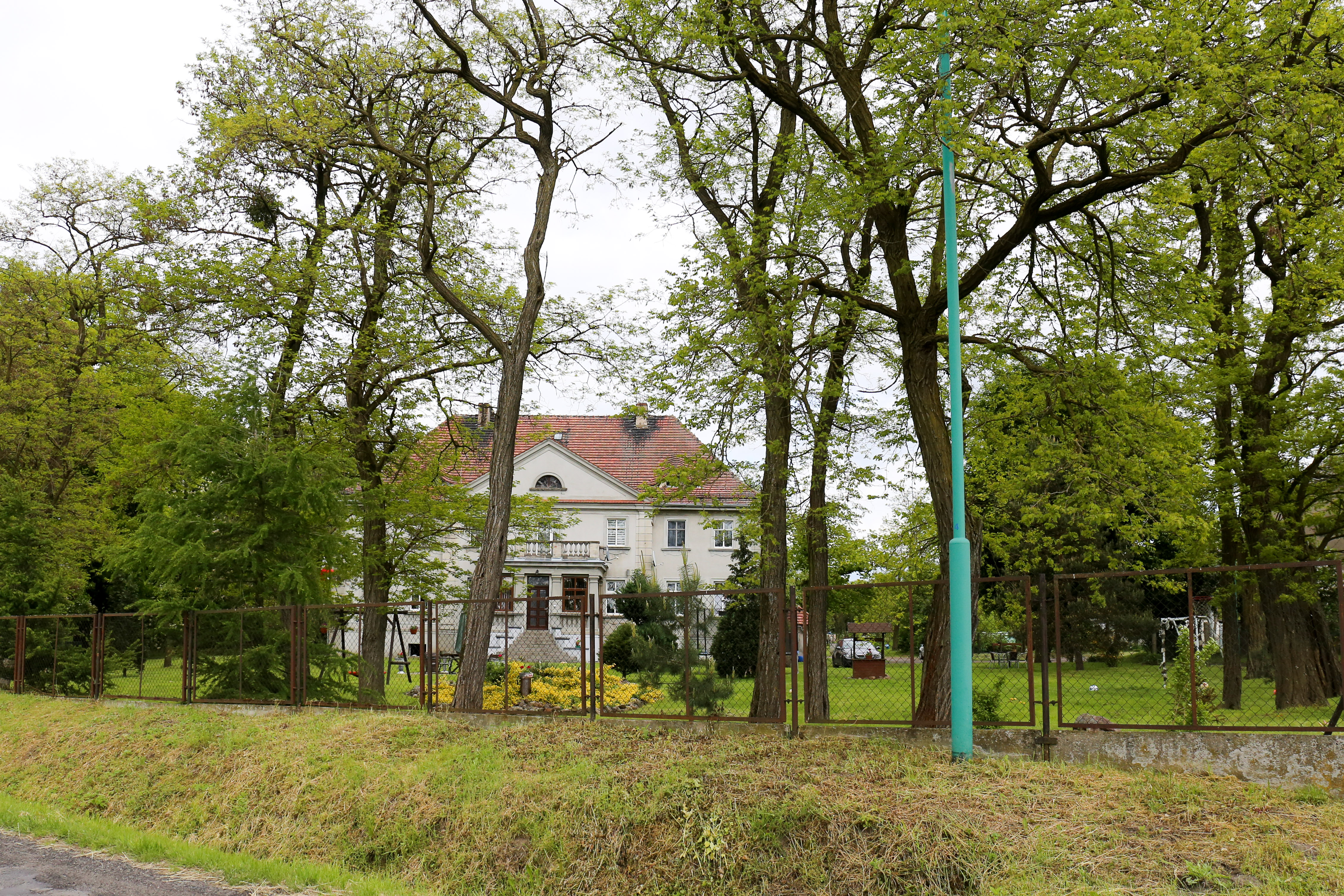

- Das Schloss Schonke wurde 1925 im Auftrag von Helmut Lipinsky erbaut. Der zweistöckige Bau wurde im neobarocken und neoklassizistischen Stil errichtet.[3]
- Der Schlosspark wurde zu Beginn des 20. Jahrhunderts im englischen Stil angelegt und Mitte der 1920er Jahre umgestaltet.[3] Die Parkanlage steht seit 1978 unter Denkmalschutz.[5]